# Alfred Hermann Fried
Alfred Hermann Fried (Wenen, 11 november 1864 – aldaar, 5 mei 1921) was een Oostenrijkse pacifist, journalist, uitgever en medeoprichter van de Duitse vredesbeweging. In 1911 won hij samen met Tobias Asser de Nobelprijs voor de Vrede.

## Biografie
Fried stopte op zijn 15e met zijn opleiding om te gaan werken in een boekwinkel in Wenen. In 1883 vertrok hij naar Berlijn, alwaar hij in 1887 zijn eigen boekhandel begon. Hij richtte een tijdschrift op getiteld Die Waffen nieder!, dat hij in 1892 begon te publiceren met behulp van Bertha von Suttner. In dit tijdschrift en diens opvolger, Die Friedenswarte, schreef hij over zijn pacifistische filosofie.
Eveneens in 1892 hielp hij met de oprichting van de Duitse vredesbeweging. Hij kwam tevens met het idee voor een moderne organisatie voor het handhaven van wereldvrede. Dit idee werd later uitgewerkt in de vorm van de Volkenbond, en na de Tweede Wereldoorlog als de Verenigde Naties.
Fried was een prominent lid van de Esperanto-beweging. In 1903 publiceerde hij het boek Lehrbuch der internationalen Hilfssprache Esperanto. Tijdens de Eerste Wereldoorlog verbleef hij in Zwitserland.

## Werken
- Das Abrüstungs-Problem: Eine Untersuchung. Berlin, Gutman, 1904.
- Abschied von Wien
- Der Kaiser und der Weltfrieden, 1910.
- Die Grundlagen des revolutionären Pacifismus. Tübingen, Mohr, 1908.
- Handbuch der Friedensbewegung, Wien, Oesterreichischen Friedensgesellschaft, 1905. 2nd ed., Leipzig, Verlag der «Friedens-Warte», 1911.
- «Intellectual Starvation in Germany and Austria», in Nation, 110 (March 20, 1920) 367-368.
- International Cooperation. Newcastle-on-Tyne, Richardson [1918].
- Das internationale Leben der Gegenwart. Leipzig, Teubner, 1908.
- «The League of Nations: An Ethical Institution», in Living Age, 306 (August 21, 1920) 440-443.
- Mein Kriegstagebuch. (My War Journal) 4 Bde. Zürich, Rascher, 1918-1920.
- Pan-Amerika. Zürich, Orell-Füssli, 1910.
- Europäische Wiederherstellung, 1915.
- Der Weltprotest gegen den versailler Frieden. Leipzig, Verlag der Neue Geist, 1920.
- Die zweite Haager Konferenz: Ihre Arbeiten, ihre Ergebnisse, und ihre Bedeutung. Leipzig, Nachfolger [1908].

1901: Dunant, Passy ·
1902: Ducommun, Gobat ·
1903: Cremer ·
1904: Institut de Droit International ·
1905: Von Suttner ·
1906: Roosevelt ·
1907: Moneta, Renault ·
1908: Arnoldson, Bajer ·
1909: Beernaert, Balluet d'Estournelles de Constant ·
1910: IPB ·
1911: Asser, Fried ·
1912: Root ·
1913: La Fontaine ·
1917: ICRC ·
1919: Wilson ·
1920: Bourgeois ·
1921: Branting, Lange ·
1922: Nansen ·
1925: Chamberlain, Dawes ·
1926: Briand, Stresemann ·
1927: Buisson, Quidde ·
1929: Kellogg ·
1930: Söderblom ·
1931: Addams, Butler ·
1933: Angell ·
1934: Henderson ·
1935: Von Ossietzky ·
1936: Lamas ·
1937: Cecil ·
1938: Office international Nansen pour les réfugiés ·
1944: ICRC ·
1945: Hull ·
1946: Balch, Mott ·
1947: Friends Service Council, American Friends Service Committee ·
1949: Orr ·
1950: Bunche ·
1951: Jouhaux ·
1952: Schweitzer ·
1953: Marshall ·
1954: Hoog Commissariaat voor de Vluchtelingen (UNHCR) ·
1957: Pearson ·
1958: Pire ·
1959: Noel-Baker ·
1960: Luthuli ·
1961: Hammarskjöld ·
1962: Pauling ·
1963: ICRC, IFRC ·
1964: King ·
1965: UNICEF ·
1968: Cassin ·
1969: Internationale Arbeidsorganisatie ·
1970: Borlaug ·
1971: Brandt ·
1973: Kissinger, Lê Đức Thọ ·
1974: MacBride, Satō ·
1975: Sacharov ·
1976: Williams, Corrigan ·
1977: Amnesty International ·
1978: Sadat, Begin ·
1979: Moeder Teresa ·
1980: Esquivel ·
1981: Hoog Commissariaat voor de Vluchtelingen (UNHCR) ·
1982: Myrdal, Robles ·
1983: Wałęsa ·
1984: Tutu ·
1985: IPPNW ·
1986: Wiesel ·
1987: Arias ·
1988: VN-vredesmacht ·
1989: Gyatso ·
1990: Gorbatsjov ·
1991: Suu Kyi ·
1992: Menchú ·
1993: Mandela, De Klerk ·
1994: Arafat, Peres, Rabin ·
1995: Rotblat, Pugwash Conferences on Science and World Affairs ·
1996: Ximenes Belo, Ramos-Horta ·
1997: ICBL, Williams ·
1998: Hume, Trimble ·
1999: AzG ·
2000: Dae-jung ·
2001: VN, Annan ·
2002: Carter ·
2003: Ebadi ·
2004: Maathai ·
2005: IAEA, El-Baradei ·
2006: Grameen Bank, Yunus ·
2007: Gore, IPCC ·
2008: Ahtisaari ·
2009: Obama ·
2010: Liu ·
2011: Johnson Sirleaf, Gbowee, Karman ·
2012: Europese Unie ·
2013: OPCW ·
2014: Satyarthi, Yousafzai ·
2015: Kwartet voor Nationale Dialoog in Tunesië ·
2016: Santos ·
2017: ICAN ·
2018: Mukwege, Murad Basee ·
2019: Ahmed ·
2020: Wereldvoedselprogramma ·
2021: Ressa, Moeratov ·
2022: Bjaljazki, Memorial, Centrum voor Burgerlijke Vrijheden ·
2023: Mohammadi ·
2024: Nihon Hidankyo